# ポカスカジャン
ポカスカジャンは日本のお笑いコンビ。楽器を使った音楽ネタ（ボーイズ芸）。WAHAHA本舗所属。

## 概要
1996年結成。同年WAHAHA本舗所属。結成時はトリオ（現在はコンビ）。
様々な音楽ジャンルをパロディにする。主な作品は「五十音ミュージック」「長渕剛風ドラえもん絵描き歌」「THE ALFEE風童謡森のメリーアン」「魚市場フラメンコ」「大伴家持アフリカン」「お酌スキャット」「うどん屋ジャズ」「LET IT BE かくれんぼ」「津軽ボサ」「イェイ六輔のロックンロール」「松坂慶子絵描き歌」「北酒場ブルース」「反抗的じゃない尾崎豊」など多数。
平成11年度および16年度・17年度・18年度・25年度に国立演芸場花形演芸大賞・金賞受賞。26年度に大賞受賞。日本大衆芸能の音曲漫才の数少ない後継者として期待の声が寄せられている。
赤城乳業「ガリガリ君」のCMソング「ガリガリ君のうた」作詞作曲。プロデュースにピチカート・ファイヴの小西康陽を迎えてCD化された。他、CMソング多数。
NHK『おかあさんといっしょ』内「パンパパ・パン」作曲。
FUJI ROCK FESTIVAL・SUMMER SONIC・ROCK IN JAPAN FESTIVAL・WORLD HAPPINESS・RISING SUN ROCK FESTIVALなど、多くのロックフェスにも出演。したまちコメディ映画祭in台東では、いとうせいこう氏と共に司会を務める。
ジャンルを超えミュージシャンとコラボレーション活動も行っており、谷啓と「フォーバブルボウズ」としてCDリリース。　ムーンライダーズ・白井良明とロックユニット「Eye Don't Nose」としてCDリリース。THE ALFEEの高見沢俊彦プロデュース「酒のチカラ」をCDリリース。他、多数。
単独ライブ「日比谷野音だポカスカジャン！」を日比谷野外音楽堂で開催。
2019年 メンバーの省吾が脱退。
2024年4月 漫才協会入会。

## メンバー
大久保ノブオ（おおくぼ のぶお、1967年5月3日 - ）ボーカル・バケツドラム・ハープ・ウクレレ
本名：大久保乃武夫。長野県長野市出身。
2010年よりWAHAHA本舗の座長を務める。
ソロでは実話を元にしたノン様の『日記の歌』というライブ活動も行っている。
テレビ・ラジオレギュラー番組多数。
タマ伸也（たま しんや、1968年9月18日 - ）ボーカル・アコースティックギター・横笛
本名：玉井伸也。青森県青森市出身。青森市観光大使。
ソロではフォークシンガーとして活動。
2024年にテイチクレコードよりCD「つがるのうらら」をリリース。弘南鉄道弘前駅の到着音に採用された。
テレビ・ラジオレギュラー番組多数。
青南商事CMソング「We,Call 次サイクル」（東北6県オンエア）

### 元メンバー
省吾（しょうご、1971年3月13日 - ）ボーカル・ギター
本名：中山省吾。長崎県佐世保市出身。
1996年から2019年までグループに在籍。

## CD・配信

### ポカスカジャン
- Kおとわざ（1999年）
- ガリガリ君のうた（2003年）
- 何かの縁です（2003年）
- 熱歌（2005年）
- キング・オブ・ベスト（2006年）
- キング・オブ・ワースト（2006年）
- 歌おう！〜ハンドルキーパー応援ソング〜（2007年)
- ポカスカジャン・カレンダー 春夏秋冬〜春盤『サクラ歌ってもいいですか?』（2008年）
- ポカスカジャン・カレンダー 春夏秋冬〜夏盤『エロ祭』（2008年）
- ポカスカジャン・カレンダー 春夏秋冬〜秋盤『HOT HOT男祭』(2008年)DVD
- ポカスカジャン・カレンダー 春夏秋冬〜冬盤『五兆節』（2009年）
- 酒のチカラ（2014年） C/W「ぐるぐるnight」NTV「ぐるぐるナインティナイン」エンディング曲
- 新宿（2016年）
- 猫よありがとう（2021年）
- 日本全国回転寿司のうた(2024年)配信

### コラボレーション
- フォーバブルボウズ(谷啓＆ポカスカジャン) (2002年)
- 二人のムラサキ東京(ヒルタナユミと魅惑の東京サロン＆ポカスカジャン) (2004年)
- Eye Don't Nose(白井良明＆ポカスカジャン) (2006年)
- OK食堂(ガッツ石松＆ポカスカジャン) (2015年)

## ソロ
大久保ノブオ
- ノン様の『日記の歌』(2009年)
- ノン様の『日記の歌』2(2011年)
- 老犬(2013年)
- 最後に君を抱きしめる(2016年)
- ノン様の『日記の歌』3(2016年)
- ラストラン(2017年)

タマ伸也
- わだばフォークの鬼になる(2013年)
- 入りますCD(2017年)
- 入りますCD2(2018年)
- ライブハウスであいましょう(2020年)
- Da Enjoy!(2021年)
- ワハハのみんなのうた(2021年)
- We,Call次サイクル(2023年)
- つがるのうらら(2024年)

## CMソング・楽曲提供
- ガリガリ君のうた（赤城乳業「ガリガリ君」CMソング）
- パンパパ・パン（NHK『おかあさんといっしょ』2012年5月のうた）
- なぞのしみ（キッズステーション、2008年5月のうた）
- 超ガリガリ君のうた!!（2008年、赤城乳業アイス「ガリガリ君」CMソング）
- サッポロ飲料「リボンシトロン」（北海道限定TVCM）
- 資生堂「uno」（2000年ラジオCM）
- 会いに来た南知多(愛知南知多町観光イメージソング)
- 加藤園子「コノヤロー」（GAORA・OZアカデミー）

## テレビ出演
- CX『森田一義アワー 笑っていいとも!』(テレフォンショッキング)
- NTV『笑点』
- TX『たけしの誰でもピカソ』
- NTV『踊る!さんま御殿!!』
- NTV『ダウンタウンDX』
- TBS『アッコにおまかせ!』
- NTV『アッコとマチャミの新型テレビ』(レギュラー)
- EX『タモリ倶楽部』
- CX『新春!爆笑ヒットパレード』
- NTV『ものまねバトル』
- NTV『THE夜もヒッパレ』
- NTV『秘密のケンミンSHOW』
- TBS『学校へ行こう！』
- NHK『笑いがいちばん』
- MX『小室等の音楽夜話』
- TBS『ライブB♪』
- NTV『PON!』
- BSフジ『GO!GO!EIGO』
- BSフジ『坂崎幸之助のお台場フォーク村デラックス』
- CX『ブレイクもの!』
- NTV『いろもん』
- NTV『ヒルナンデス!』
- EX『年越し雑学王』
- TX『おはスタ』
- CX『FNS27時間テレビ』
- NTV『24時間テレビ 『愛は地球を救う』』
- TBS『うたばん』
- TBS『EXILE魂』
- TBS『爆笑問題のバク天!!』
- NHK『みんなDEどーもくん!』
- NHK『演芸図鑑』
- NHK『金曜バラエティー』
- NHK『ヒミツのちからんど』
- NHKBS『あなたの街で夢コンサート』
- MX『5時に夢中!』
- TX『シンボルず』
- NTV『お笑いサバイバル4』
- 『サウスパーク』

## ラジオ出演
- BAYFM『路上魂』(レギュラー)
- ニッポン放送『高田文夫のラジオビバリー昼ズ』
- BAYFM『OLEっち』(レギュラー)
- ニッポン放送『ポカスカジャンのオールナイトニッポンR』
- 文化放送『大竹まこと ゴールデンラジオ!』
- NHK『ライブハウス・R-1』(レギュラー)
- NHK『キャンパス寄席』
- TBS『エンタマン』
- JFNC『坂崎さんの番組という番組』
- ニッポン放送『ラジオ・チャリティ・ミュージックソン』
- TBS『ROCK ENTERTAINMENT 高見沢俊彦のロックばん』
- ニッポン放送『ザ・ラジオショー』
- JAL機内オーディオ番組『JAL名人会』

## 舞台・ライブ・イベント出演
- WAHAHA本舗全体公演(1996年〜)
- SATURDAY NIGHT R&R SHOW'97~'98忌野清志郎〜素敵な初詣Vol,4〜(1997年)
- coba主催「Bellows Lovers Night」(2002年〜)
- FUJI ROCK FESTIVAL(2004年、2005年)
- ROCK IN JAPAN FESTIVAL(2004年)
- SUMMER SONIC(2006年、2007年)
- 吉本興業創業100周年特別公演(2012年)
- RISING SUN ROCK FESTIVAL(2014年)
- commmons10健康音楽(2015年)
- WORLD HAPPINESS(2016年)
- 徹座(2017年)
- 声優口演SPECIAL〜人気声優で甦るサイレント・ムービー〜(2015年)
- 梅沢富美男劇団・劇団ワハハ本舗合同公演「男の泉〜史上サイテーのオカマ一座〜」(2013年)
- ミュージカル新宿２丁目俳句BAR(2015年)
- 忠-SING-蔵(2017年)
- 吉田類と仲間達(2017〜2019年)
- 娘盛りの次郎長一家サウンドオブ三度笠(2018年)
- JAPAN EXPO THAILAND(2018年〜)
- 立川志の輔独演会(2021年)
- The 9th japan vietnam fes(2023年〜)

## 映画出演
- ウルトラセブン 太陽の背信（1998年)
- すずらん（2000年）
- アイデン&ティティ（2003年）
- PASSION MANIACS マニアの受難　（2006年）

## ドラマ出演
- 孤独のグルメ Season6 第2話    （2017年4月15日、テレビ東京）  - 中年(9) 役